# 松平康晴
松平 康晴（まつだいら やすはる）は、江戸時代中期の旗本。

## 経歴
享保14年（1729年）3月26日に家督を継ぐが、享保19年（1734年）8月27日に30歳で死去した。

## 系譜
- 父：松平康寛
- 養子：松平康年 - 松平康納の次男